# Празеодимтрикобальт
Празеодимтрикобальт — бинарное неорганическое соединение
празеодима и кобальта
с формулой Co3Pr,
кристаллы.

## Получение
- Сплавление стехиометрических количеств чистых веществ:

{\displaystyle {\mathsf {Pr+3Co\ {\xrightarrow {1057^{o}C}}\ Co_{3}Pr}}}

## Физические свойства
Празеодимтрикобальт образует кристаллы
тригональной сингонии,
пространственная группа R 3m,
параметры ячейки a = 0,5066 нм, c = 2,477 нм, Z = 9,
структура типа плутонийтриникеля Ni3Pu
.
Соединение образуется по перитектической реакции при температуре 1057°C.